# الکساندر مانتیث
الکساندر مانتیث (انگلیسی: Alexander C. Monteith; ۱۰ آوریل ۱۹۰۲ – ۱۷ سپتامبر ۱۹۷۹ (۷۷ سال)) دانشمند اهل کانادا بود.
وی همچنین برندهٔ جوایزی همچون مدال ادیسون انجمن مهندسان برق و الکترونیک شده است.